# Afronden
Het afronden van een getal is het verminderen van het aantal significante cijfers. Men rondt bijvoorbeeld een getal af om het aantal significante cijfers in overeenstemming te brengen met de nauwkeurigheid van het getal of met het doel waarvoor het getal dient. Zo zal het in veel gevallen voor een timmerman voldoende zijn het getal π af te ronden op 3 significante cijfers: π=3,1415... wordt afgerond tot 3,14.
Er zijn verschillende vormen van afronden, afhankelijk van de situatie. Zo zal men bij het berekenen van het aantal bussen om een groep te vervoeren steeds naar boven afronden (Als 170 mensen vervoerd moeten worden met bussen van 50 personen zal men 3,4 naar 4 afronden), en bij het bepalen van een maximale dosis geneesmiddel naar onder.
Afronden naar het dichtstbijzijnde veelvoud van een bepaalde (gehele, eventueel negatieve) macht van 10 wordt wel rekenkundig afronden genoemd, om dit te onderscheiden van afronden naar beneden of naar boven. Zo spreekt men bijvoorbeeld van rekenkundig afronden op twee cijfers achter de komma, en rekenkundig afronden op een geheel getal.
In sommige gevallen, waaronder het onderwijs, rondt men af naar het dichtstbijzijnde significante getal.
De Citogroep hanteert de volgende, vrij algemeen geldende, regels:
Bij positieve getallen wordt het laatste cijfer van het afgeronde getal (te noemen: het relevante cijfer) als volgt bepaald: 
- indien bij het af te ronden getal het cijfer direct na het relevante cijfer een 0, 1, 2, 3 of 4 is, blijft het relevante cijfer zoals het is;
- indien bij het af te ronden getal het cijfer direct na het relevante cijfer een 5, 6, 7, 8 of 9 is, wordt het relevante cijfer met 1 verhoogd. 
  - Voorbeeld:
    - Alle getallen willen we afronden tot gehele getallen, dus geen enkel cijfer achter de komma: het getal 6,7 wordt 7; −6,7 wordt −7; 7,5 wordt 8; −7,5 wordt −8; 6,49 wordt 6; −6,49 wordt −6, enz.

Soms (bijvoorbeeld in de landmeetkunde) wordt, als het laatste cijfer een 5 is, naar het even getal afgerond, dat wil zeggen als het cijfer ervoor even is, wordt naar beneden afgerond (2,25 → 2,2), als het oneven is, naar boven (2,35 → 2,4). Dit heeft als voordeel dat de som van de afrondverschillen bij optellingen minimaal is, bijvoorbeeld:
- 2,25 + 2,35 + 2,45 + 2,55 = 9,60
- bij standaard afronding: 2,3 + 2,4 + 2,5 + 2,6 = 9,8 (totale afrondfout = 0,2)
- bij afronden naar even: 2,2 + 2,4 + 2,4 + 2,6 = 9,6 (totale afrondfout = 0,0)

## Voorbeelden
pi (3,141592654...) afronden op:
- 2 cijfers na de komma: 3,14 (want op de 4 volgt een 1)
- 3 cijfers na de komma: 3,142 (want op de 1 volgt een 5 → de 1 verhogen tot 2)

1,7995 afronden op:
- 2 cijfers na de komma: 1,80
- 3 cijfers na de komma: 1,800

−1,235 afronden op:
- 2 cijfers achter de komma: −1,24

## Andere methoden van afronden
Afronden kan ook volgens andere regels gebeuren.
- Afronden naar beneden (ook wel entierfunctie genoemd, en in de informatica vaak de floor-functie). Het getal wordt daarbij afgerond op het hoogste gehele getal dat kleiner is dan of gelijk is aan het oorspronkelijke getal. Dus 3,14 → 3 en 5,85 → 5. Voor negatieve getallen wordt dezelfde regel toegepast: −4,24 → −5.
- Afronden naar boven (in de informatica vaak de ceil-functie (ceilingfunctie) genoemd (van ceiling)). Het getal wordt daarbij afgerond op het laagste gehele getal dat groter is dan of gelijk is aan het oorspronkelijke getal. Dus 3,14 → 4 en 5,85 → 6. Voor negatieve getallen wordt dezelfde regel toegepast: −4,24 → −4.
- Afronden naar nul toe (in de informatica vaak de round-towards-zero-functie genoemd). Het getal wordt daarbij afgerond op het eerstkomende gehele getal dat dichter bij nul ligt.
- Afronden van nul af (in de informatica vaak de round-away-from-zero-functie genoemd). Het getal wordt daarbij afgerond op het eerstkomende gehele getal dat verder van nul af ligt.
- Afronden bij contant geld. Bij betalingen wordt in Nederland in de meeste winkels afgerond naar het dichtstbijzijnde veelvoud van 5 cent (munteenheid). Dit geldt alleen voor chartale betalingen, bij girale betalingen wordt er niet afgerond.

## Optelling
Soms worden in een uiteenzetting afgeronde waarden van een aantal grootheden vermeld en de afgeronde waarde van het totaal. Het genoemde totaal is dan niet altijd exact gelijk aan de som van de genoemde termen. Zo is bijvoorbeeld 5,3 + 6,3 = 11,6, bij afronding geeft dit de waarden 5, 6 en 12. De vermelding van de afgeronde som is dan dus niet alleen voor het gemak van de lezer, deze geeft een nauwkeuriger waarde dan wanneer de lezer zelf de afgeronde termen gaat optellen. Als de som een rond getal is, zoals 100%, doet het verschijnsel zich pas voor vanaf drie termen; 23,3%, 33,3% en 43,4% worden bijvoorbeeld afgerond tot 23%, 33% en 43%. Voor wie hier niet mee vertrouwd is, wordt deze mogelijkheid van afrondverschillen soms in een voetnoot vermeld, bijvoorbeeld 'Totalen zijn gebaseerd op onafgeronde bedragen en kunnen dus afwijken van de som van de getoonde reeksen'.
Hetzelfde kan zich voordoen bij andere berekeningen dan optelling.